# Чайка (Піщанокопське)

Попередній логотип команди

Логотип клубу, який використовувався до 2017 року.

«Чайка» (рос. «Футбольный клуб „Чайка“») — російський футбольний клуб з села Піщанокопське Ростовської області, який виступає в Першості ФНЛ.

## Історія
Клуб заснував Андрій Чайка, колишній футболіст московського ЦСКА, якому в середині 1990-х років через важку травму довелося завершити кар'єру гравця. Паралельно з розвитком власного бізнесу, у 1997 році він заснував «Чайку» у своєму рідному селі Піщанокопське, що в 170 кілометрах від Ростова-на-Дону. З моменту свого заснування клуб виступав у регіональних змаганнях, а в 2004 році «Чайка» виграла першу лігу чемпіонату Ростовської області.
Поступово, засновник клубу став найбагатшою людиною області, завдяки чому команда покращувала власні результати. У 2015 році «Чайка» виграла обласний чемпіонат. Після цього клуб успішно отримав ліцензію на участі в професіональних футбольних змаганнях і в сезоні 2016/17 років дебютував у Другому дивізіоні Росії, ставши третім клубом з Ростовської області на професіональному рівні (після «Ростова» та СКА (Ростов-на-Дону)). У зимове міжсезоння 2016/17 команду покинуло вісім гравців та головний тренер Альберт Борзенков. Новим головним тренером був призначений Валерій Бурлаченко, який пропрацював з командою менше одного року. Незважаючи на це, у своєму дебютному сезоні клуб посів 4-е місце в групі «Південь».
Команда швидко зарекомендувала себе як один з претендентів на підвищення в класі. У січні 2018 року новим наставником став Віктор Булатов, проте його відправили у відставку вже через три місяці. Незважаючи на зміни на тренерському містку команди, наступного сезону «Чайка» посіла 3-є місце у своїй групі. У сезоні 2018/19 років змагалася за перше місце в групі разом з краснодарським «Урожаєм». Зрештою, «Чайка» виборола перше місце в групі та здобула путівку до Першого дивізіону Росії. У зв'язку з тим, що стадіон «Центральний» не відповідає вимогам до стадіонів Першості ПФЛ (занадто мала місткість), свої домашні поєдинки «Чайка» проводить на Ростов Арені.

## Досягнення
- Першість ПФЛ (зона «Південь»)
  -  Чемпіон (1): 2018/19
  -  Бронзовий призер (1): 2017/18

- Кубок Росії
  - 1/16 фіналу (2): 2018/19, 2019/20

## Відомі гравці
- Денис Тумасян
- Ігор Бездєнєжних
- Владислав Кулик

## Відомі тренери
| Головний тренер        | Період                             |
| Віталій Семакін        | ?—2016                             |
| Альберт Борзенков      | 2016 — 1 грудня 2016               |
| Валерій Бурлаченко     | 14 січня 2017 — 5 листопада 2017   |
| Віталій Семакін (в.о.) | 5 листопада 2017 — 25 грудня 2017  |
| Віктор Булатов         | 26 грудня 2017 — 5 квітня 2018     |
| Віталій Семакін        | 6 квітня 2018 — 16 червня 2019     |
| Дмитро Воєцький        | 17 червня 2019 — 30 жовтня 2019    |
| Юрій Ликов (в.о.)      | 30 жовтня 2019 — 14 листопада 2019 |
| Магомед Адієв          | 14 листопада 2019 — н.ч.           |